# Melampsora epitea

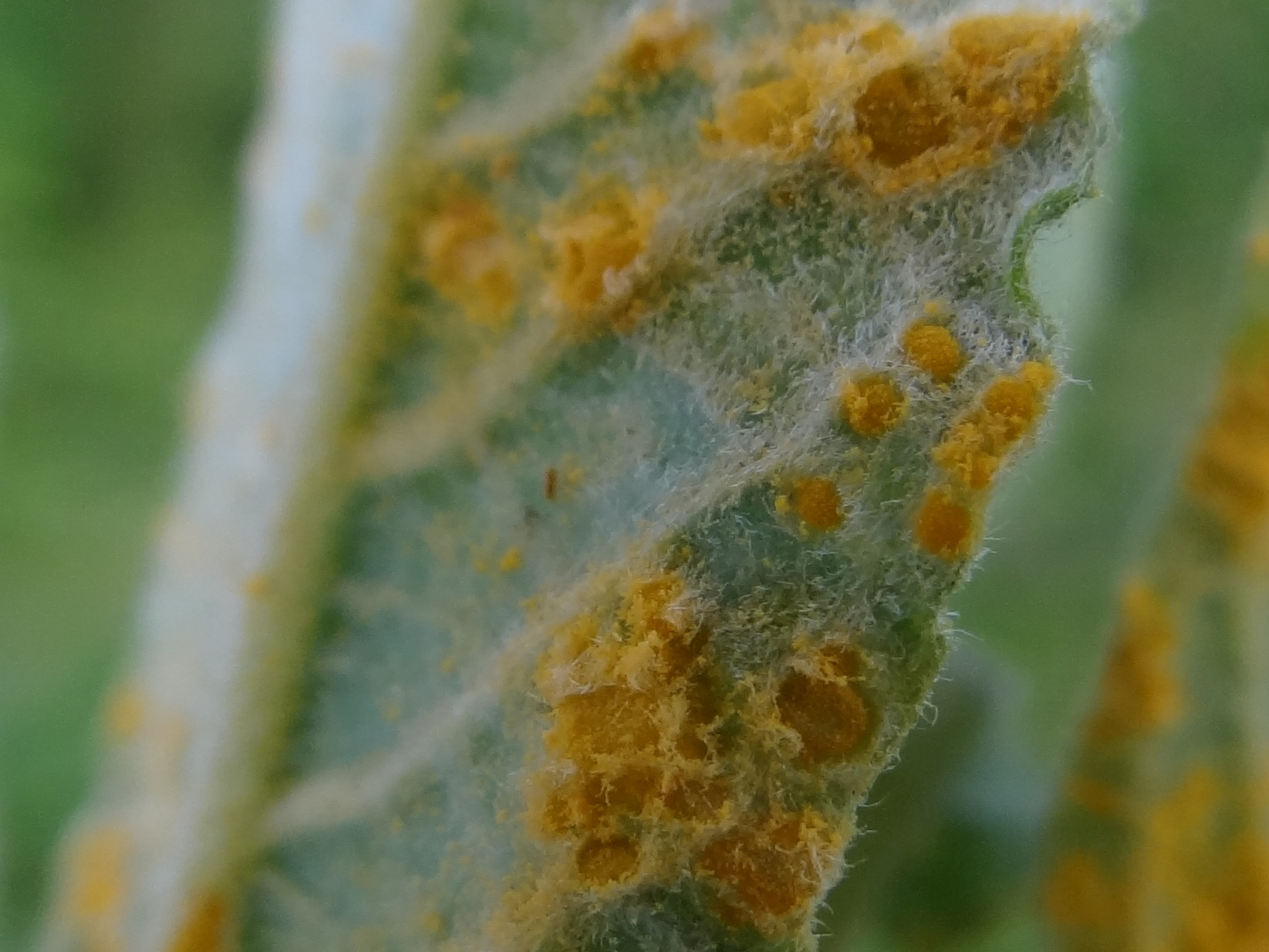

Melampsora epitea Thüm. – gatunek grzybów z rzędu rdzowców (Pucciniales). Jest jednym z gatunków, które u wierzb (Salix) wywołują chorobę o nazwie rdza wierzby. W Polsce jest gatunkiem dominującym, najczęściej wywołującym tę chorobę.

## Systematyka i nazewnictwo
Pozycja w klasyfikacji według Index Fungorum: Melampsora, Melampsoraceae, Pucciniales, Incertae sedis, Pucciniomycetes, Pucciniomycotina, Basidiomycota, Fungi.
Synonimy:

- Aecidium euonymi Pers. ex J.F. Gmel. 1792
- Aecidium salicis Sowerby 1803
- Caeoma euonymi (Pers. ex J.F. Gmel.) J. Schröt.1870
- Caeoma mixtum Schltdl., Fl. berol. (Berlin) 2: 124 1824
- Erysibe epitea (Kunze) Wallr. 1833
- Lecythea epitea Lév. 1847
- Lecythea mixta Lév. 1847
- Lecythea saliceti Berk. 1860
- Melampsora alpina Juel 1894
- Melampsora epitea Thüm. 1879 var. epitea
- Melampsora epitea var. reticulatae (A. Blytt) Jørst. 1940
- Melampsora euonymi-caprearum Kleb. 1900
- Melampsora hartigii Thüm. 1879
- Melampsora laricis-epitea Kleb. 1899
- Melampsora mixta (Schltdl.) Thüm. 1879
- Melampsora orchidis-repentis Kleb. 1900
- Melampsora repentis Plowr. 1891
- Melampsora reticulatae A. Blytt 1896
- Melampsora ribesii-purpureae Kleb. 1901
- Uredo alpina (Juel) Arthur 1907
- Uredo confluens var. euonymi Cooke 1871
- Uredo epitea Kunze 1817
- Uredo euonymi H. Mart. 1812
- Uredo euonymi (Pers. ex J.F. Gmel.) J. Schröt. 1887

## Morfologia i rozwój
Pasożyt bezwzględny. Jest to rdza dwudomowa, tzn, że pełny jej rozwój następuje na dwóch gatunkach żywicieli. Drugim żywicielem jest modrzew. Jest też rdzą pełnocyklową, tzn, że wytwarza podobnie jak rdza zbożowa wszystkie, typowe dla rdzy rodzaje zarodników.
Ecja bez ścianki, na dolnej powierzchni liści, rozproszone, blado pomarańczowo-żółte, okrągłe lub podłużne, o rozmiarach 0,5–1,5 mm. Nad nimi na górnej powierzchni liści żółte plamki. Ecjospory okrągłe lub nieco wieloboczne, o rozmiarach 15–25 × 10–21 μm. Mają ściany o grubości 1,5–3 μm, bez rozpoznawalnych por rostkowych.
Uredinia również na dolnej powierzchni liści, pomarańczowożółte o średnicy 0,25–2 mm średnica. Urediniospory o kształcie od prawie kulistego do owalnego, szkliste, pomarańczowe do bladożółtych. Mają rozmiar 12–25 × 9–19 μm i ściany o grubości 1,5–3,5 μm, bez porów rostkowych. Wstawki główkowate, na cienkich szypułkach, czasami maczugowate, na wierzchołku rozszerzające się do 10 μm, hialinowe, o długości 35–80 μm.

## Występowanie
Występuje w Ameryce Północnej, Europie i Azji. Na północy sięga po 78° szerokości geograficznej na Spitsbergenie, na południu po 30 stopień w Pakistanie. Występuje także w Australii i na Nowej Zelandii. W Europie i Polsce występuje pospolicie, W piśmiennictwie polskim podano występowanie na większości gatunków wierzb krajowych i ich mieszańcach, a także na następujących gatunkach roślin: kukułka krwista, kukułka plamista, kukułka szerokolistna, trzmielina pospolita, porzeczka alpejska, porzeczka czarna.